# L'Anunciació (El Greco, MNAC)
L'Anunciació és una obra d'El Greco, realitzada a l'oli sobre taula, conservada al Museu Nacional d'Art de Catalunya de Barcelona.

## Història
L'obra va pertànyer a Ròmul Bosch i Catarineu des de l'any 1934 al 1950, quan va passar a formar part de la col·lecció de l'empresari Julio Muñoz Ramonet. A la seva mort el 1991, va deixar en herència l'obra, entre d'altres, a la ciutat de Barcelona. Després que les filles d'aquest amaguessin algunes de les obres d'art més rellevants, i portessin a la via judicial el testament del seu pare, l'any 2012 el Tribunal Suprem va donar la raó a la Fundació Julio Muñoz Ramonet, el patró de la qual és l'Ajuntament de Barcelona. Aquesta va iniciar accions legals per a recuperar les peces que resten desaparegudes, i el 29 de juny del 2017, el quadre va ser dipositat al MNAC juntament amb L'Aparició de la Mare de Déu del Pilar de Goya. Finalment, el juliol del 2022, la Fundació va ser ratificada com a legítima propietària de les pintures.

## Anàlisi
Oli sobre llenç de 107 x 93 cm (1570-1575). Signatura moderna mal escrita a la part inferior dreta, sota el núvol, amb lletres cursives gregues: doménikos theotokópoli (sic)
El petit esbós per aquest llenç es troba al Museu del Prado. Les dues obres difereixen sobretot per l'acabat més precís d'aquest quadre de Barcelona. El fons arquitectònic recorda el de La curació del cec (Dresden), però la tipología dels personatges i la realització de la pintura semblen contemporanis de L'Expulsió dels mercaders (Minneapolis).